# Bluegrass Bowl
Cet article possède un paronyme, voir Bluegrass (homonymie).
Le Bluegrass Bowl était un match annuel de football américain de niveau universitaire d'après-saison régulière. Il n'y eut qu'une seule édition laquelle se tint le 13 décembre 1958 à Louisville dans le Kentucky. L'université d'Oklahoma State bat l'université de Florida State sur le score de 15 à 6.

## Le choix des équipes
En 1958, les organisateurs espéraient implanter un bowl annuel à Louisville. 
Ils avaient tout d'abord sélectionné les équipes des universités du Kentucky et d'Alabama (cette dernière affichait un bilan de 5 victoires, 4 défaites et 1 nul en saison régulière, sous la direction de Bear Bryant, ex-coach des Wildcats du Kentucky pendant 8 saisons).
L'équipe de Kentucky refusa l'invitation. Une des raisons invoquées était le peu de soutien que leur équipe avait reçu de la part du public de Louisville malgré leur nette victoire 51 à 0 à l'occasion du match de saison régulière joué au Cardinal Stadium contre l'université de Hawaii. 
Finalement, les universités d'Oklahoma State et de Florida State acceptèrent l'invitation.
Les organisateurs réussirent à négocier un contrat télévisé national avec ABC. 
Les tickets d'entrée étaient prévus d'être vendus au prix de 6,50 $ mais vu le peu de prévente, le prix fut ramené à 1,50 $ le jour du match (en plus du parking dont le prix était de 25 cents). Les organisateurs espéraient attirer 15 000 personnes mais l'assistance ne fut que d'environ 7 000 spectateurs. Il n'y eut que 3 152 entrées payantes, soit une recette de 18 132 $.

## Le match
Les Cowboys d'Oklahoma State étaient classés N° 19 tandis que les Seminoles de Florida State n'étaient pas classé en ordre utile aux classements AP et UPI.
Florida State faisait partie des Indépendants et affichait un bilan de 7 victoires pour 3 défaites en saison régulière. Cette équipe avait quitté la Missouri Valley Conference en 1956. Elle ne rejoindra la Big Eight Conference qu'en 1960. Il s'agissait de sa troisième participation à un bowl d'après saison. L'équipe était dirigée pour la dernière fois par Tom Nugent.
Oklahoma State, coaché par Ciff Speegle, participait à son quatrième bowl. 
Le match fut joué au Cardinal Stadium sur le Kentucky Exposition Center, juste derrière le Freedom Hall où avait été joué la finale du championnat NCAA de basketball. Le coup d'envoi eut lieu à 13:30 heures et il faisait −20 °C. Le terrain était verglacé, dur et très glissant. Les joueurs furent forcés de porter des chaussures de tennis et eurent beaucoup de peine à rester debout. 
Dans le premier quart-temps, Florida State réalise deux drive dans le terrain d'Oklahoma State mais les field goal de 16 et 23 yards furent manqués.
Très tôt dans le second quart temps, Duane Wood, halfback de Oklahoma State, inscrit un touchdown après une course de 17 yards. Les Cowboys d'Oklahoma State menaient ainsi 7 à rien. En fin de deuxième quart-temps, Oklahoma State arrive de nouveau dans le terrain de Florida State mais lors d'un fourth and 5, le défenseur de Florida State, Ron Hinson parvient à contrer Forrest Campbell lequel laisse échapper le ballon à environ un pied de la ligne d'enbut. 
Florida State commet deux fumble dans le troisième quart-temps. À la suite du premier, Oklahoma State mène un drive de 39 yards qui se conclut par un second touchdown à la course de Duane Wood. Ce dernier réceptionne ensuite une passe sur le two-point conversion. Oklahoma State mènait alors 15 à rien.
Florida State marque un touchdown dans le dernier quart-temps sans réussir la conversion. Le match se termine ainsi sur le score de 15 à 6.
L'assistance fut estimée à 7 000 spectateurs, les mauvaises conditions atmosphériques expliquant le peu de public. Cette défection entraina la non-reconduction de l'évènement.